# Бади, Мухаммед
Мухаммед Бади (араб. محمد بديع‎) — египетский политик, руководитель египетского отделения международной исламистской организации Братья-мусульмане с 16 января 2010 года. До того как стать главой отделения, он был членом руководящего бюро организации с 1996 года. После военного переворота, направленного против политики Братьев-мусульман, он был арестован новыми египетскими властями 20 августа 2013 года. 28 апреля 2014 года его приговорили к смертной казни вместе с другими 682 предполагаемыми членами организации, однако смертная казнь 15 сентября была заменена пожизненным заключением.

## Биография

### Ранние годы
Бади родился в промышленном городе Эль-Махалла-эль-Кубра 7 августа 1943 года. Он получил степень в области ветеринарии в Каирском университете в 1965 году. В том же году он был арестован вместе с лидером Братьев-мусульман Сайидом Кутбой в ходе репрессивной кампании, запущенной властями, а затем приговорён к 15 годам тюремного заключения решением военного трибунала. В 1974 году президент Египта Анвар Садат амнистировал многих членов организации, включая Бади. После освобождения Бади начал преподавательскую карьеру в различных университетах Египта, а затем стал профессором в области ветеринарии и в университете города Бени-Суэйфа.

### Военный переворот, арест и суд
3 июля 2013 года член Братьев-мусульман и президент Египта Мухаммед Мурси был свергнут в результате военного переворота, произошедшего на фоне массовых протестов в стране. Новые власти запретили Бади и его заместителю куда-либо выезжать. 10 июля был отдан приказ о его аресте за «разжигание насилия в понедельник в Каире, в результате которого погибло более 50 человек». Назначенный военными прокурор Хишам Баракат поставил заморозить его финансовые активы. 20 августа он и два его заместителя были арестованы, а суд назначен на 25 августа. В связи с арестом Бади, исполняющий обязанности руководителя Братьев-мусульман был назначен Махмуд Эззат.
Судебное заседание 28 апреля 2014 года продолжалось всего 8 минут, и Бади не была предоставлена возможность судебной защиты. Суд приговорил его к смертной казни, но приговор был позже заменен на пожизненное заключение.